# Opuntia galapageia
Opuntia galapageia är en kaktusväxtart som beskrevs av John Stevens Henslow. Opuntia galapageia ingår i släktet fikonkaktusar, och familjen kaktusväxter. Inga underarter finns listade i Catalogue of Life.

## Bildgalleri

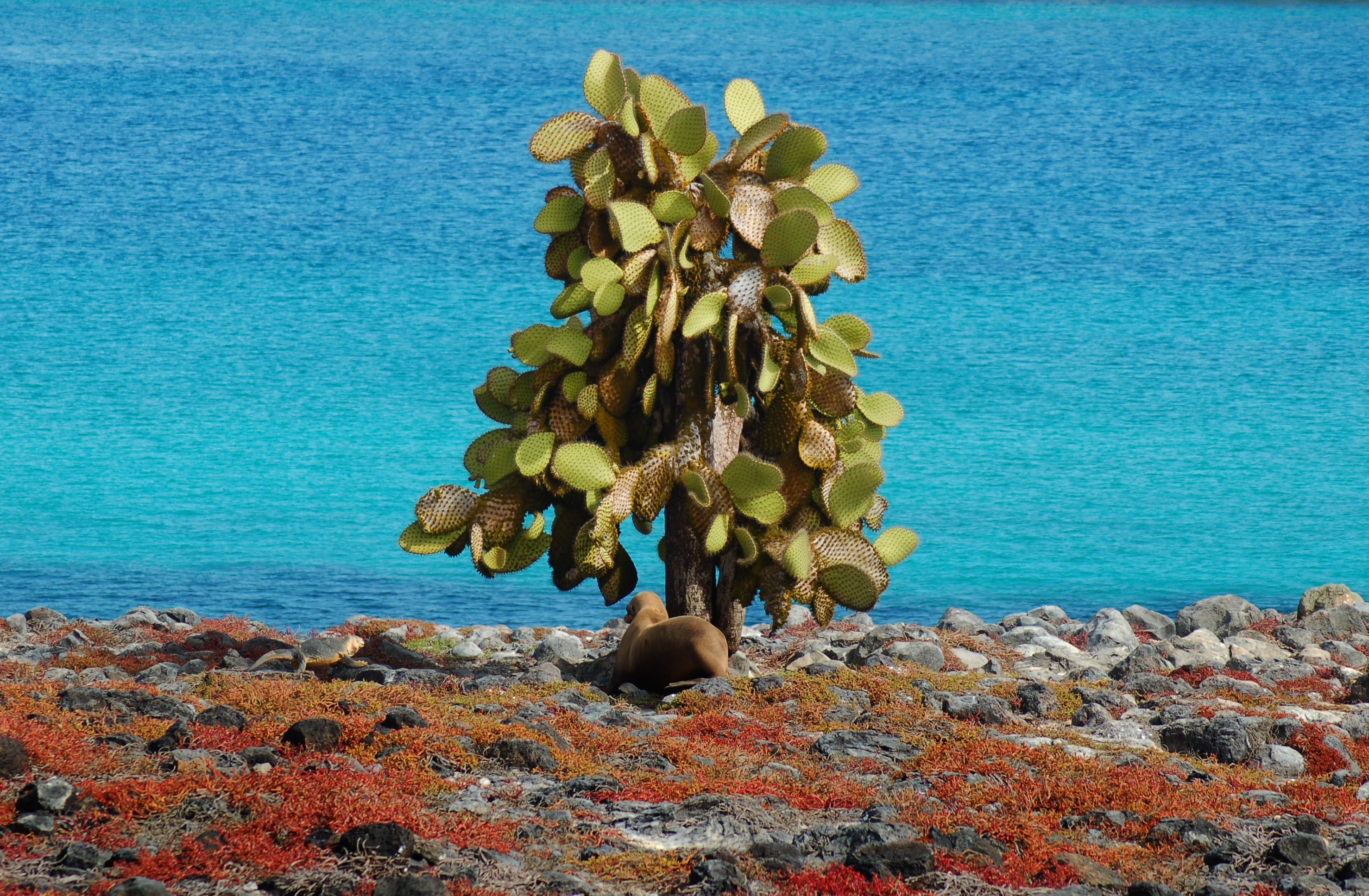
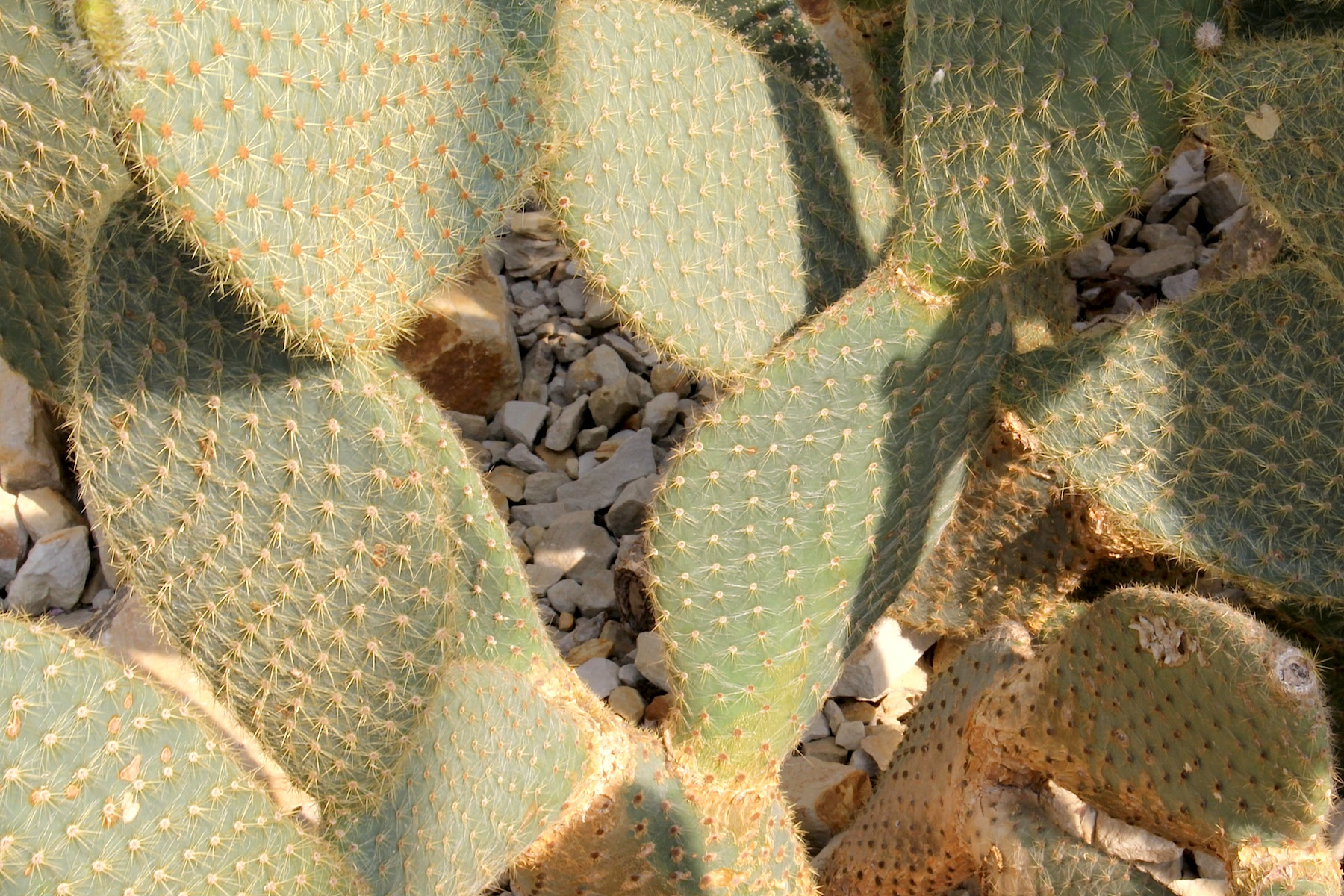
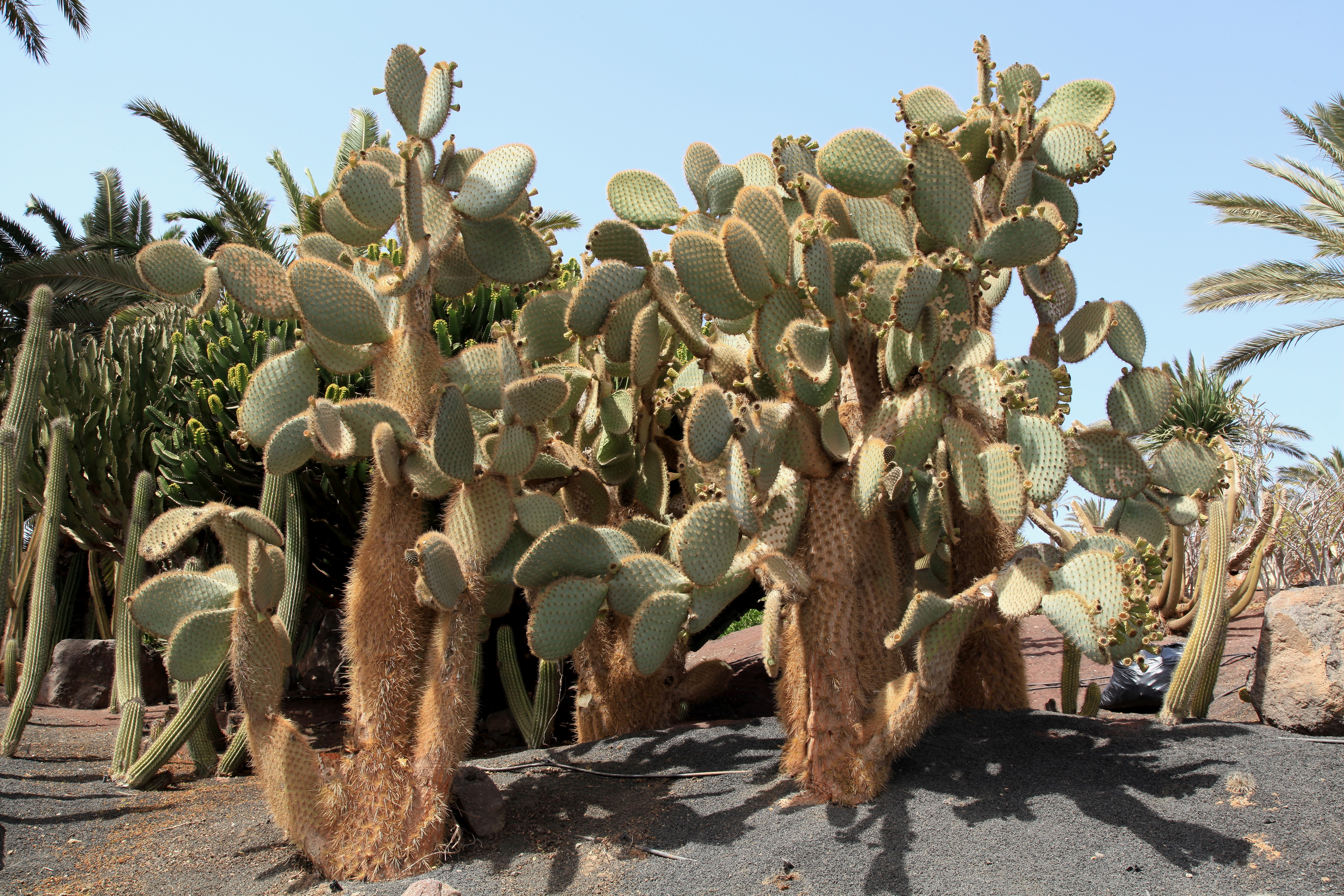
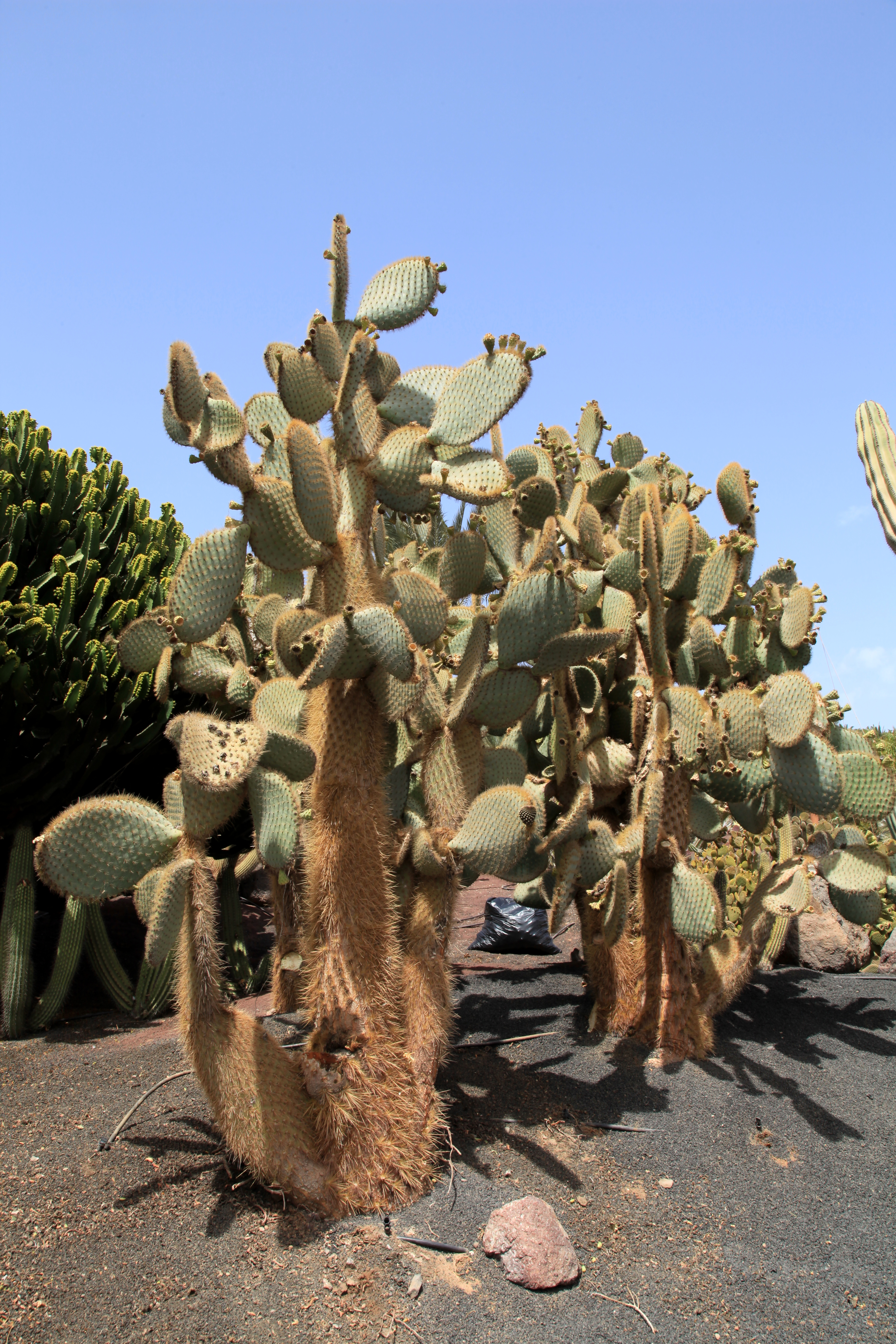
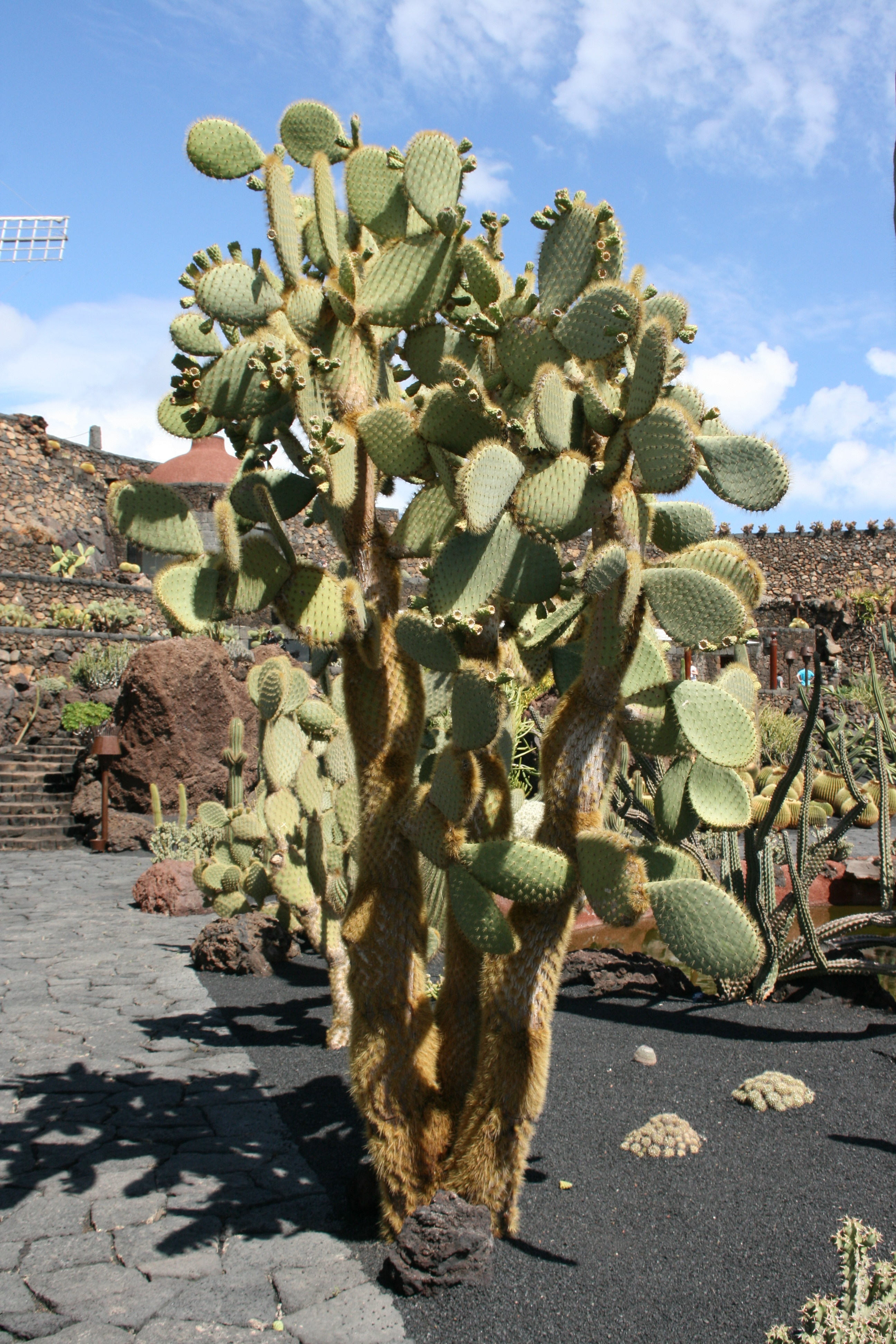
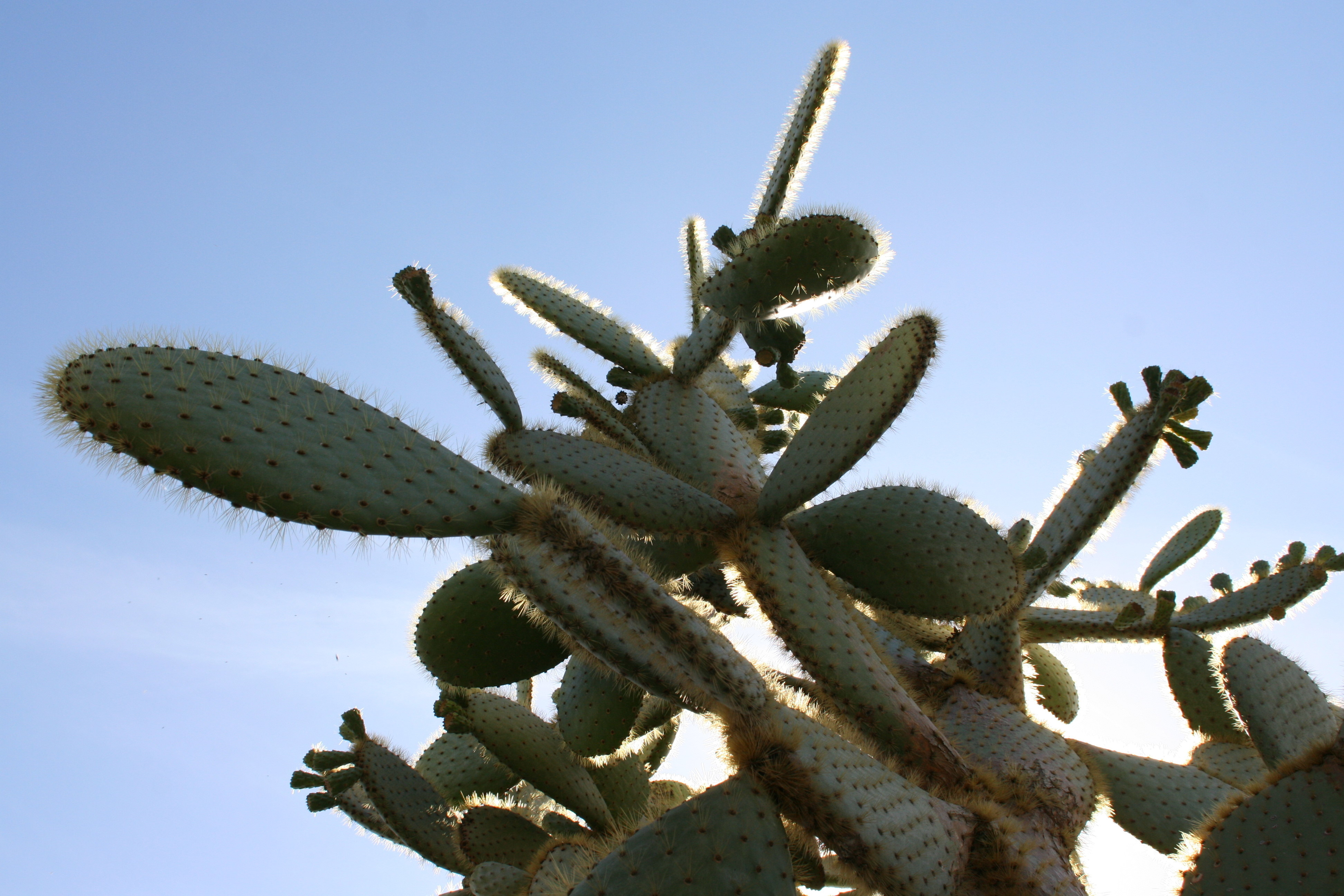